# شیروانی مرادوف
شیروانی مرادوف (لاکی: Ширвани Мурадхъал؛ روسی: Ширвани Мурадов؛ زادهٔ ۲۰ ژوئن ۱۹۸۵) یک کشتی‌گیر پیشین اهل روسیه است که در دستهٔ ۹۶ کیلوگرم کشتی آزاد رقابت می‌کرد. مرادوف برندهٔ مدال طلای المپیک ۲۰۰۸ پکن و همچنین قهرمان مسابقات قهرمانی کشتی اروپا در سال ۲۰۰۷ است.
مرادوف در سال ۲۰۰۸ با پیروزی بر حاجی‌مراد گاتسالوف قهرمان نامدار جهان و المپیک در فینال مسابقات قهرمانی کشتی روسیه، ملی‌پوش تیم ملی روسیه شد و به مسابقات المپیک ۲۰۰۸ پکن راه یافت. او در المپیک با پیروزی بر مدعیان قهرمانی ۹۶ کیلوگرم نظیر تایموراز تیگیف و ختاگ گازیموف، مقتدرانه برنده مدال طلا شد و به مناسبت کسب این مدال، نشان دوستی را از فدراسیون روسیه دریافت کرد.